# (241) Germania
(241) Germania es un asteroide que forma parte del cinturón de asteroides y fue descubierto el 12 de septiembre de 1884 por Karl Theodor Robert Luther desde el observatorio de Düsseldorf-Bilk, Alemania.
Está nombrado por la forma en latín de Alemania.

## Características orbitales
Germania orbita a una distancia media del Sol de 3,052 ua, pudiendo acercarse hasta 2,744 ua. Su excentricidad es 0,1009 y la inclinación orbital 5,504°. Emplea 1947 días en completar una órbita alrededor del Sol.